# Bulevar de los Italianos
El bulevar de los Italianos (en francés, boulevard des Italiens) es un bulevar parisino situado entre el segundo y el noveno distritos más exactamente y, de oeste a este, se encuentra tras el bulevar de las Capuchinas y antes del bulevar Montmartre. Es uno de los cuatro grandes bulevares de la ciudad. Debe su nombre al Teatro de los Italianos (1783), convertido luego en el Teatro Nacional de la Opéra-Comique

## Historia
Fue abierto a principios del siglo xviii. Inicialmente llamado «bulevar Neuf», después «bulevar du Dépôt», «bulevar de la Chaussée d'Antin», «bulevar Cerutti» (durante la Revolución francesa) y «bulevar de Gand» (entre 1815 y 1828). En 1828, adquirió su nombre actual. 
A lo largo del siglo xix y hasta la Primera Guerra Mundial, el bulevar vivió el auge de los cafés y restaurantes que se encontraban en él. Sin embargo, con la finalización del vecino bulevar Haussmann, estos fueron desapareciendo en favor de entidades bancarias.  

## Lugares de interés

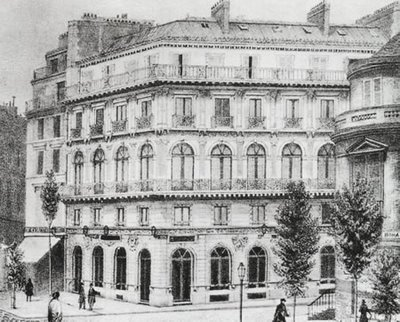
La Maison dorée, en 1900. A su izquierda el café Tortoni y a su derecha el café Riche.

N.º 13, el café Inglés, abierto entre 1802 y 1913, fue sustituido por un edificio de estilo modernista.
N.º 16, el café Riche, fue sustituido por la sede de BNP Paribas.
N.º 19, sede central de Crédit Lyonnais.
N-º 20, la Maison dorée, un restaurante de lujo hasta 1902. En la actualidad, BNP Pariba dispone de oficinas en el edificio que aún conserva su fachada original.
N.º 22, el café Tortoni.
N.º 26, el café Bade.
N.º 36, el edificio de 1929 construido por Michel Roux-Spitz. El bajo su utilizó para exponer vehículos de la primitiva marca Ford.

## Residentes notables
- Num. 15, Antonio de Haro y Tamariz Secretario de Hacienda Mexicano 1856-1860